# 惠特克 (伊利諾伊州)
惠特克（英語：Whitaker）是位於美國伊利諾伊州坎卡基縣的一個非建制地區。該地的面積和人口皆未知。

## 地理
惠特克的座標為41°15′05″N 87°43′40″W / 41.25139°N 87.72778°W，而該地的平均海拔高度為212米（即696英尺）。